# Ібрагім (емір Тбілісі)
Ібрагім (д/н — після 878) — 7-й емір аль-Тефеліса у 876—878 роках.

## Життєпис
Походження його достеменно невідомо, але деякі дослідники зараховують Ібрагіма до роду Шейбанідів. Вважається, що служив при бугі аль-Кабірі, військовику, який зумів підкорити Тбіліський емірат, встановити зверхність Багдадського халіфату над Іберійським князівством. На той час Ібрагім був десятником.
Згідно «Літописа Картлі» очолював «царську скарбницю», проте не зрозуміло яку саме. Можливо був скарбничим провінції аль-Армінія. 876 року призначено новим еміром аль-Тефеліса, але пробув тут нетривало, оскільки 878 року поступився Мухаммаду ібн Халілу. Подальша доля Ібрагіма невідома.